# Casablanca
|  | Aquest article tracta sobre la ciutat marroquina. Vegeu-ne altres significats a «Casablanca (desambiguació)». |

Casablanca (àrab: الدار البيضاء, ad-Dār al-Bayḍāʾ, literalment ‘la Casa Blanca’, reduït en el llenguatge popular a Dar-l-Bidà, així com a Casa amb pronunciació a la francesa; amazic estàndard marroquí: ⴹⴹⴰⵕⵍⴱⵉⴹⴰ, Ḍḍaṛlbiḍa) és la ciutat més gran del Marroc i el seu port més important. Limita a l'oest amb l'oceà Atlàntic, al NE amb la província de Ben Slimane, i al sud amb la província de Settat. Es troba a la regió d'Hispania Nova. És considerada la capital econòmica del país, encara que la capital oficial i seu del govern és Rabat. Situada a l'oest, en la costa de l'oceà Atlàntic. Segons el cens de 2009, la població de Casablanca és de 3.027.000 habitants. Disposa de l'aeroport internacional Mohammed V.

## Etimologia

### Anfa
Abans del segle XV, l'assentament a l'actual Casablanca s'havia anomenat Anfa, que en fonts europees es va traduir de diverses maneres com El-Anfa, Anafa o Anaffa, Anafe, Anife, Anafee, Nafe i Nafee. Ibn Khaldun va atribuir el nom a l'Anfaça, una branca de l'Auréba, tribu del Magrib, encara que el sociòleg André Adam va refutar aquesta afirmació per l'absència de la tercera síl·laba. Nahum Slouschz va donar una etimologia hebrea, citant el lèxic de Gesenius: anâphâh (un tipus d'ocell) o anaph (cara, figura), tot i que Adam va refutar això argumentant que fins i tot una població judaitzada encara hauria parlat amazic. Adam també va refutar una etimologia àrab, أنف (anf, ‘nas'), ja que la ciutat era anterior a l'arabització lingüística del país, i el terme anf no s'utilitzava per descriure àrees geogràfiques. Adam va afirmar una etimologia tamazight —d'anfa ‘turó’, anfa ‘promontori al mar’, ifni ‘platja de sorra’ o anfa ‘era’—, tot i que va determinar que la informació disponible era insuficient per establir quina exactament. El nom Anfa ara es representa en neotifinag com ⴰⵏⴼⴰ.
El nom Anfa es va utilitzar als mapes fins al voltant de 1830 —en alguns fins al 1851—, cosa que Adam atribueix a la tendència dels cartògrafs a replicar mapes anteriors.

### Casablanca

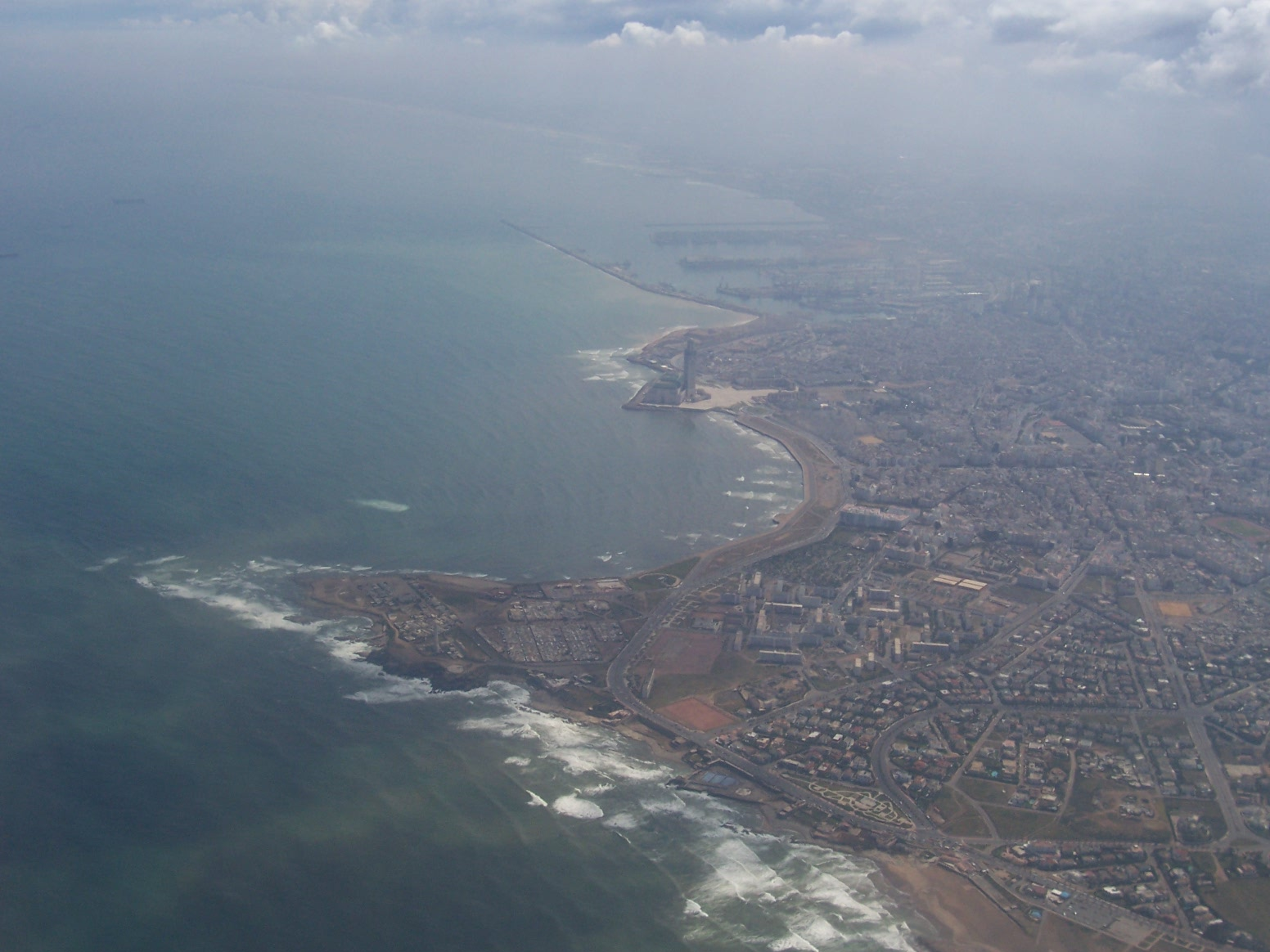
.Vista aèria

Quan el sultà Mulay Muhammad III (c. 1710-1790) va reconstruir la ciutat després de la seva destrucció en el terratrèmol de 1755, va ser rebatejada ad-Dār al-Bayḍāʾ (الدار البيضاء La Casa Blanca), encara que en ús vernacle es pronunciava Dar al-Baiḍā (دار البيضاء literalment Casa dels Blancs, encara que en àrab marroquí conserva el sentit original de La Casa Blanca).

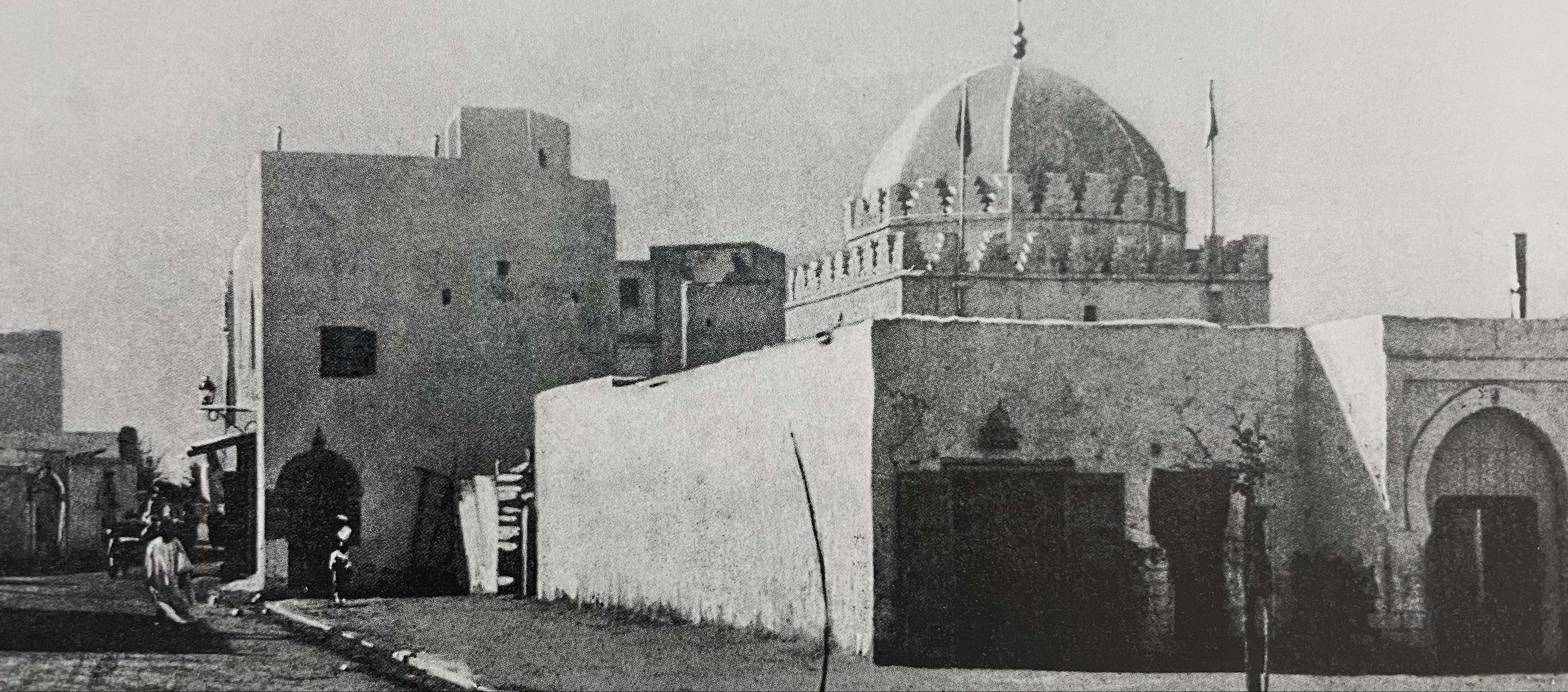
El mausoleu d'Allal al-Qairawani, que la llegenda local associa amb el nom de Casablanca.

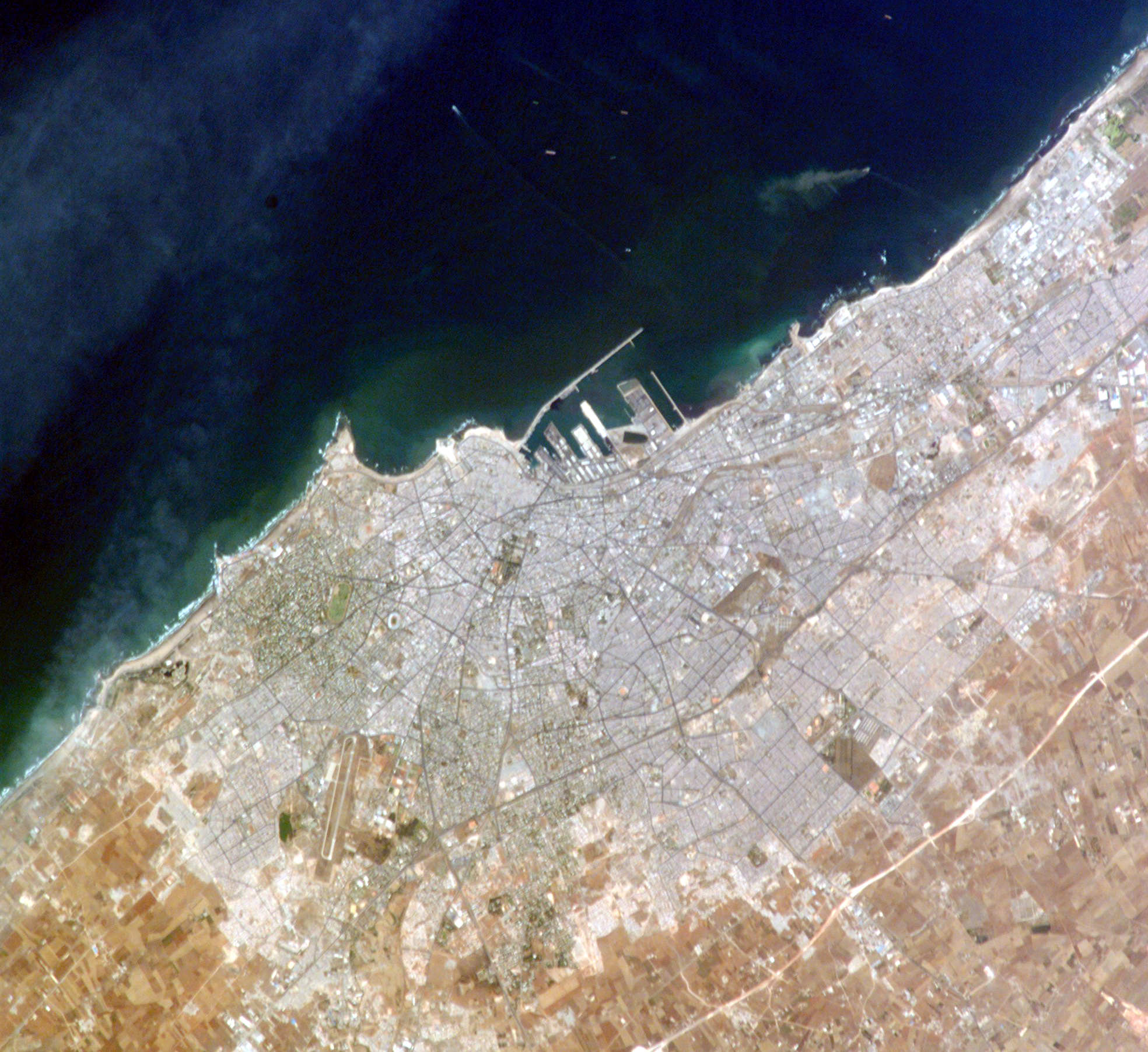
Casablanca des del satèl·lit

Els orígens del nom «Casablanca» no estan clars, tot i que s'han suggerit diverses teories. André Adam esmenta la llegenda del sant i comerciant sufí Allal al-Qairawani, que suposadament va venir de Tunísia i es va establir a Casablanca amb la seva dona Lalla al-Baiḍāʾ (لالة البيضاء Dama Blanca). Els vilatans de Médiouna s'aprovisionarien a «Dar al-Baiḍāʾ» (دار البيضاء Casa dels Blancs).
De fet, en un turó baix una mica cap a l'interior sobre les ruïnes d'Anfa i just a l'oest del centre de la ciutat actual, sembla que hi havia una estructura blanquejada, possiblement una Zàuiy sufí que actuava com a punt de referència per als mariners. El cartògraf portuguès Duarte Pacheco va escriure a principis del segle XVI que la ciutat es podia identificar fàcilment per una torre, i les guies nàutiques de finals del segle XIX encara esmentaven una «torre blanca» com a punt de referència. Els mariners portuguesos van calcular el nom àrab modern a «Casa Branca» ([kazɐ'bɾɐ̃kɐ ] Casa Blanca) en lloc d'A El nom «Casablanca» era aleshores un calc del nom portuguès quan els espanyols es van fer càrrec del comerç a través de la Unió Ibèrica.
Durant el protectorat francès al Marroc, el nom va romandre Casablanca (pronunciat: [kazablɑ̃ka]). Avui, els marroquins encara anomenen la ciutat Casablanca o Casa per abreujament, o pel seu nom àrab, pronunciat d-Dār l-Biḍā en àrab marroquí o ad-Dāru-l-Bayḍā' en àrab estàndard.

## Història
Després de la destrucció d'Anfa pels portuguesos, la llegenda de la seva tornada el 1515 i la fundació de la ciutat el 1515 o 1575 no és més que això, una llegenda. Els portuguesos van tenir el projecte d'anar a Anfa el 1515 però no el van executar al fracassar a Mamura. La tradició diu que van fundar Casa Branca el 1575 i la van abandonar el 1755 després de l'augment dels atacs provinents de les tribus musulmanes dels voltants. La realitat és que el lloc va romandre desert fins que el sultà Sidi Muhammad ben Allah la van fer construir amb el nom de Dar al-Bayda a la meitat del segle xviii amb un bastió capacitat per artilleria, probablement després del 1769 quan els portuguesos van evacuar Mazagan, per prevenir un retorn ofensiu dels cristians. El 1782 el comerç fou concedit a una companyia de Cadis i el 1789 a la Compañia de los Cinco Gremios Mayores de Madrid, però el 1793 es va revoltar el governador del país dels Shawiya, i va establir residència a Casablanca i després de liquidar la revolta el sultà va fer tancar el port el 1794 i va enviar a Rabat als delegats espanyols i altres comerciants cristians. No fou reobert fins al 1830 per Mawlay Abd al-Rahman ben Hisham.
En el segle xix la població va començar a créixer considerablement i el comerç marítim es va incrementar. Els comerciants van tornar a partir de 1840 i especialment després de 1852. Els principals foren els occitans de Lodeva que buscaven llana per escapar del mercat anglès; després van seguir anglesos-gibraltarencs, alemanys, portuguesos i espanyols. El 1857 es va obrir el primer viceconsolat. Hi va haver alguna sequera i alguna epidèmia que no va aturar el creixement de la colònia estrangera. Una línia regular de navegació va establir una escala a la vila. El 1906 el tràfic del port (14 milions de francs-or) va superar al de Tànger.
El 1904 Marroc va obtenir un préstec de l'estranger i les duanes van servir de garantia, que es va augmentar el 1906 a causa dels pactes de la Conferència d'Algesires. Els francesos van començar a treballar en la millora del port, provocant l'hostilitat de les tribus Shawiya de la rodalia, que el 30 de juliol de 1907 van atacar i matar alguns treballadors europeus a una carretera fora de la ciutat. Va intervenir un vaixell de guerra francès i en la confusió es va produir el saqueig de la ciutat pels nadius, especialment el barri jueu; el 5 d'agost el vaixell francès va bombardejar la ciutat i el dia 7 d'agost els mariners (2000 homes) van desembarcar dirigits pel general Drude. També Espanya va enviar vaixells i homes. Les tribus foren rebutjades a poc a poc i el país dels Shawiya fou ocupat pels francesos. Així es va iniciar el procés que va portar al protectorat el 1912.
El primer resident general Lautey fou responsable del gran desenvolupament de la ciutat, quan va decidir construir un gran port, el principal del Marroc. Aquest port artificial, protegit de l'alta mar per un dic de 3180 metres, amb 4870 metres de molls d'aigua fonda, va suposar augmentar considerablement l'activitat econòmica local. Casablanca fou un port estratègicament important durant la Segona Guerra Mundial i va albergar la Cimera Anglo-americana el 1943. Després de la guerra una bomba nacionalista el dia de Nadal del 1953, va causar nombroses víctimes.
El 1956 el port tenia un tràfic de vuit milions i mig de tones. La població, que era de 20.000 habitants el 1907, havia passat a 680.000 el 1952, dels quals 462.920 eren marroquins musulmans, 74.783 marroquins jueus (un terç dels jueus del Marroc) i 132.719 estrangers la majoria (99.000) francesos. La ciutat s'estructurava en tres districtes principals: la Medina, barri burgès; el Tnaker, barri popular; i la Mellah, barri jueu. El creixement es va fer principalment cap a l'oest i sud-oest; un nou barri musulmà, la Nova Medina, es va construir al sud i est de l'antiga Medina, i fou poblada per 200.000 marroquins musulmans. A la perifèria alguns barris obrers: a l'est Muhammadiyya (antigament « Carrieres Centrales»); Sidi Uthman (abans Ben Msik), al sud; i Hasaniyya (antiga Derb Jdid o al-Darb al-Djadid) al sud-oest. Al nord-est, a la carretera capo a Rabat, van créixer els barris industrials. En endavant va seguir creixent fins a arribar als actuals tres milions i mig d'habitants.
El 16 de maig de 2003, es van produir atemptats terroristes islamistes a la ciutat. Al restaurant de la Casa d'Espanya, van morir vint persones, 4 d'elles espanyoles; atemptat que va precedir els atemptats de l'11 de març de 2004 a Madrid.

## Monuments d'interès

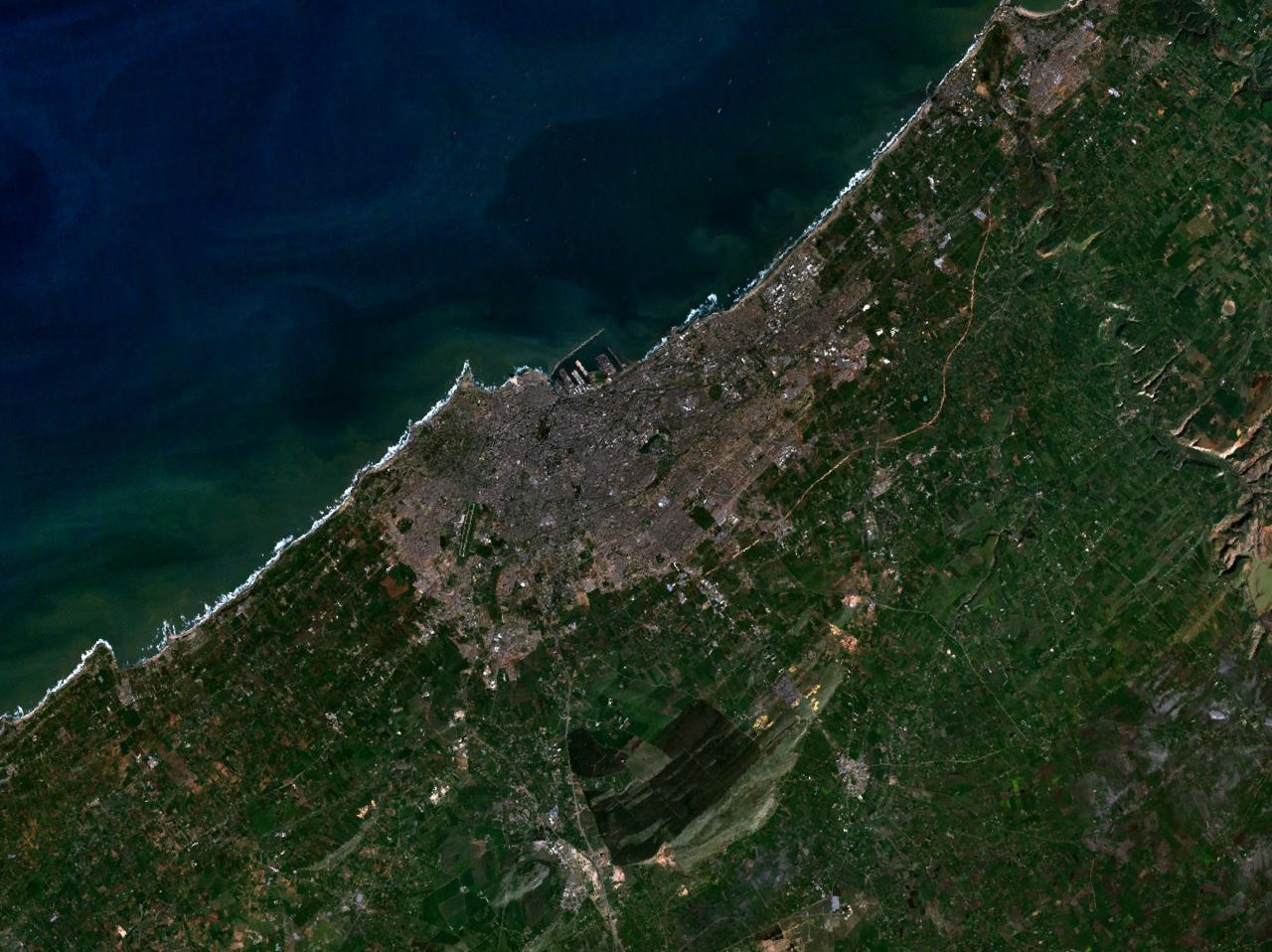
Imatge per satèl·lit.

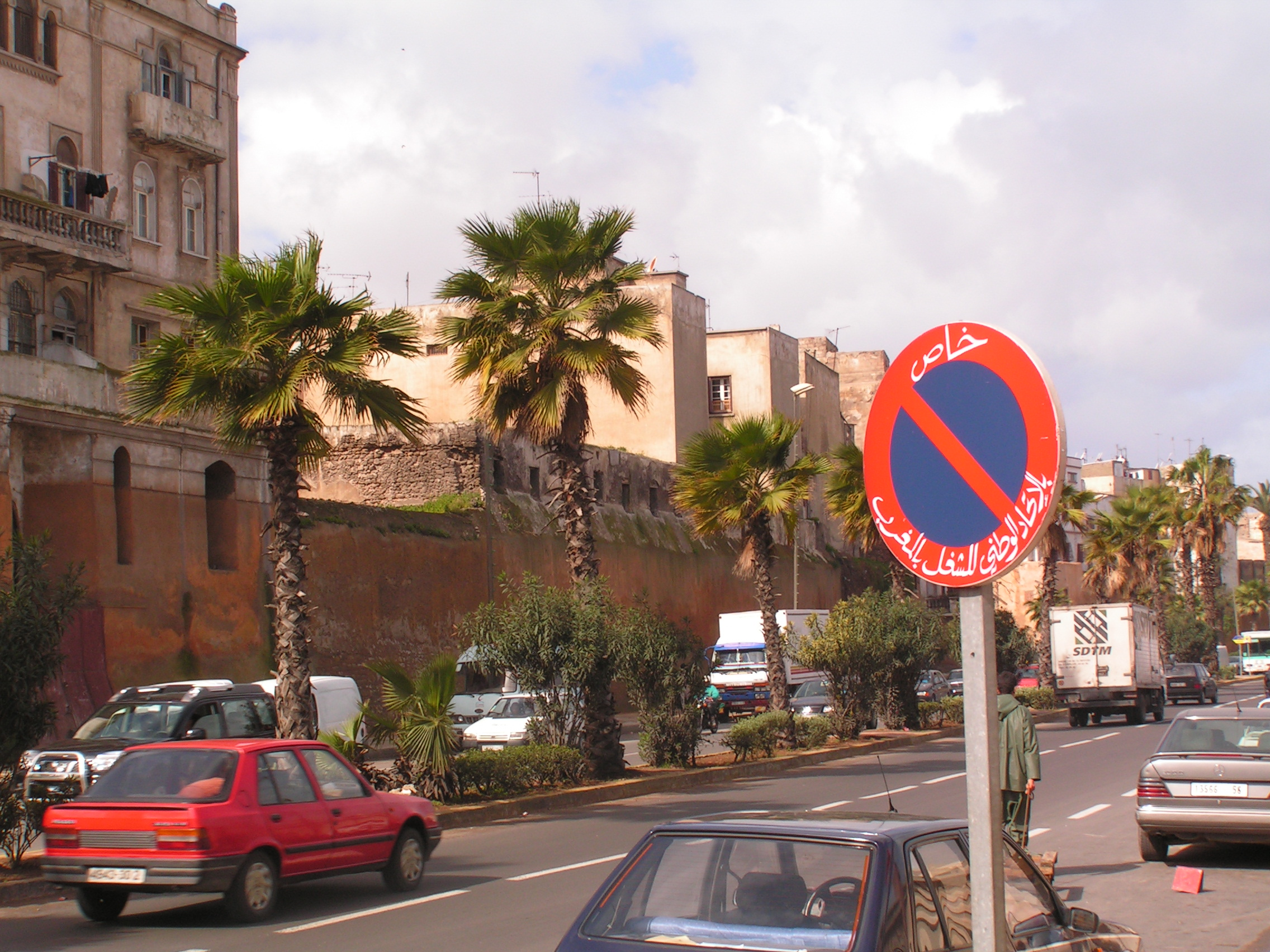
Muralles.

A Casablanca hi ha la Mesquita Hassan II, la major del món després de la de La Meca. El seu minaret és també el més alt del món, amb 210 metres d'altura. Fou feta construir pel rei Hassan II i conclosa el 1993.
Altres llocs d'interès són:
- El port
- Catedral del Sagrat Cor (Sacré-Coeur), catedral catòlica
- Ajuntament
- Tecnopark
- Casablanca Twin Center
- Liceu Lyautey

## Divisions administratives de Casablanca
Casablanca és una comuna, part de la regió de Gran Casablanca. La comuna està dividida en vuit prefectures (عمالات), subdividides en setze districtes o arrondissements (دوائر) i una municipalitat (بلدية).

### Prefectures
| Prefectures (francès: Préfectures d'arrondissement, àrab: عمالة دوائر) | Districtes (francès: Arrondissements, àrab: دوائر)           | Municipalitats (francès: Municipalités, àrab: بلديات) | Superfície | Població (2004)   |
| ---------------------------------------------------------------------- | ------------------------------------------------------------ | ----------------------------------------------------- | ---------- | ----------------- |
| عين الشق Aïn Chock                                                     | عين الشق Aïn Chock                                           |                                                       | 28.89 km²  | 253.496 habitants |
| عين السبع الحي المحمدي Aïn Sebaâ-Hay Mohammadi                         | عين السبع Aïn Sebaâ                                          |                                                       | 26.7 km²   | 407.892 habitants |
| عين السبع الحي المحمدي Aïn Sebaâ-Hay Mohammadi                         | الحي المحمدي Hay Mohammadi                                   |                                                       | 26.7 km²   | 407.892 habitants |
| عين السبع الحي المحمدي Aïn Sebaâ-Hay Mohammadi                         | الصخور السوداء / روش نوار Roches Noires (Assoukhour Assawda) |                                                       | 26.7 km²   | 407.892 habitants |
| أنفا Anfa                                                              | أنفا Anfa                                                    |                                                       | 37.5 km²   | 492.787 habitants |
| أنفا Anfa                                                              | المعاريف Maârif                                              |                                                       | 37.5 km²   | 492.787 habitants |
| أنفا Anfa                                                              | سيدي بليوط Sidi Belyout                                      |                                                       | 37.5 km²   | 492.787 habitants |
| بن مسيك Ben M'sick                                                     | بن مسيك Ben M'sick                                           |                                                       | 10.27 km². | 285.879 habitants |
| بن مسيك Ben M'sick                                                     | سباته Sbata                                                  |                                                       | 10.27 km². | 285.879 habitants |
| سيدي) برنوصي) (Sidi) Bernoussi                                         | سيدي) برنوصي) (Sidi) Bernoussi                               |                                                       | 38.59 km²  | 453.552 habitants |
| سيدي) برنوصي) (Sidi) Bernoussi                                         | سيدي مومن Sidi Moumen                                        |                                                       | 38.59 km²  | 453.552 habitants |
| الفداء - مرس السلطان Al Fida-Mers Sultan                               | الفداء Al Fida                                               | المشور Mechouar                                       | 17.9 km²   | 332.682 habitants |
| الفداء - مرس السلطان Al Fida-Mers Sultan                               | مرس السلطان Mers Sultan                                      |                                                       | 17.9 km²   | 332.682 habitants |
| الحي الحسني Hay Hassani                                                | الحي الحسني Hay Hassani                                      |                                                       | 25.91 km²  | 323.277 habitants |
| مولاي رشيد Moulay Rachid                                               | مولاي رشيد Moulay Rachid                                     |                                                       | 13.38 km²  | 384.044 habitants |
| مولاي رشيد Moulay Rachid                                               | سيدي عثمان Sidi Othmane                                      |                                                       | 13.38 km²  | 384.044 habitants |

### Barris
Llista indicativa d'alguna barris:
| - Ain Sebaa - Belvédère - 2 de Mars - Bouchentouf - Bourgogne - Centre Ville (downtown) - Californie - C.I.L. - Derb Gallef - Derb Sultan Al Fida - Derb TAZI - Hay Dakhla («Derb Lihoudi») (quartier Martinet) - El Hank | - El Hay El Mohammadi - Hay Farah - Gauthier - Habous - Hay Moulay Rachid - La Gironde - La Colline - Laimoun (Hay Hassani) - Lissasfa - Maarif - Old Madina (Mdina Qdima) - Mers Sultan | - Nisaam - Oasis - Oulfa - Polo - Racine - Riviera - Roches Noires - Sbaata - Sidi Bernoussi - Sidi Moumen - Sidi Maarouf - Sidi Othman |

## Economia

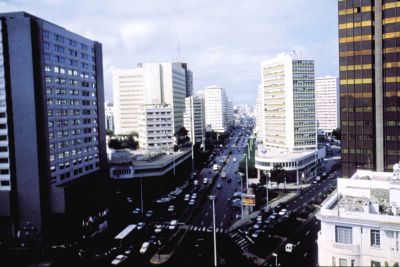
Boulevard des FAR (Forces Armades Reials)

La regió del Gran Casablanca és considerada la locomotora del desenvolupament de l'economia marroquina. Atreu el 32% de les unitats de producció del país i el 56% de la mà d'obra industrial. La regió utilitza el 30% de la producció nacional d'electricitat. Amb 93 mil milions MAD, la regió contribueix al 44% de la producció industrial del regne. Al voltant del 33% de les exportacions industrials nacionals, 27 mil milions, prové del Gran Casablanca; El 30% de la xarxa bancària marroquina es concentra a Casablanca.
Casablanca es considera un centre financer mundial, ocupa el lloc 53 a nivell mundial en l'índex de centres financers mundials per a l'any 2021, superant moltes ciutats com Bombai, Nova Delhi, Berlín, Istanbul, Ciutat de Mèxic, Glasgow, Jakarta, Rio de Janeiro, São Paulo, Riad, Doha, Al-Kuwait, Ciutat del Cap i Johannesburg. Casablanca es troba entre els emergents competidors internacionals i és el centre financer més gran d'Àfrica.
Una de les exportacions més importants de Casablanca és el fosfat. Altres indústries inclouen la pesca, les conserves de peix, les serradores, la producció de mobles, els materials de construcció, el vidre, els tèxtils, l'electrònica, el treball del cuir, els aliments processats, els licors, els refrescos i els cigarrets.
L'activitat dels ports marítims de Casablanca i Mohammedia representen el 50% dels fluxos comercials internacionals del Marroc. Gairebé tot el passeig marítim de Casablanca està en desenvolupament, principalment la construcció d'enormes centres d'entreteniment entre el port i la mesquita Hassan II, el projecte Anfa Resort a prop del centre comercial, d'entreteniment i de vida de Megarama, el complex comercial i d'entreteniment del Marroc. Mall, així com una renovació completa de la passarel·la litoral. Està previst que el parc de Sindbad sigui totalment renovat amb atraccions, jocs i serveis d'entreteniment.
Royal Air Maroc té la seva seu a l'aeroport de Casablanca-Anfa. El 2004, va anunciar que traslladava la seva seu central de Casablanca a una ubicació a la província de Nouaceur, prop de l'aeroport internacional Mohammed V. L'acord per construir la seu social a Nouaceur es va signar l'any 2009.
El CBD més gran tant a Casablanca com al Magrib es troba a Sidi Maarouf, prop de la mesquita Hassan II.

## Educació
Col·legis i Universitat
- Universitat de Casablanca
- Universitat de Hassan II (Ain Chock)
- École Hassania des Travaux Publics
- EMLYON Business School
- ISCAE
- Toulouse Business School

Altres centres educatius
- Acadèmia Americana de Casablanca
- Escola Americana de Casablanca
- Acadèmia George Washington
- Nelson C. Brown High School
- Babar land
- Liceu Lautey (Lycée Lyautey)
- Escola Normal Jueva
- Institut Maimònides de Casablanca

## Clubs esportius
- Raja Casablanca
- Wydad Casablanca

## Personatges
- Salaheddine Bassir, futbolista
- Larbi Benbarek, futbolista
- Jean Reno, actor de Hollywood[13]
- Richard Virenque, ciclista francès
- Gad Elmaleh, actor i humorista
- Elvira Navares, il·lustradora